# Tropidacris cristata
Tropidacris cristata is een rechtvleugelig insect uit de familie Romaleidae. De wetenschappelijke naam is gepubliceerd in 1758 door Linnaeus in de tiende editie van Systema naturae.